# Abbazia di Frassinoro
L'abbazia di Frassinoro era uno dei tanti monasteri benedettini legati alla sovrana delle Terre di Badia, Matilde di Canossa, situata a Frassinoro nell'Appennino Modenese dalla parte confinante con il territorio di Reggio Emilia.

## Storia

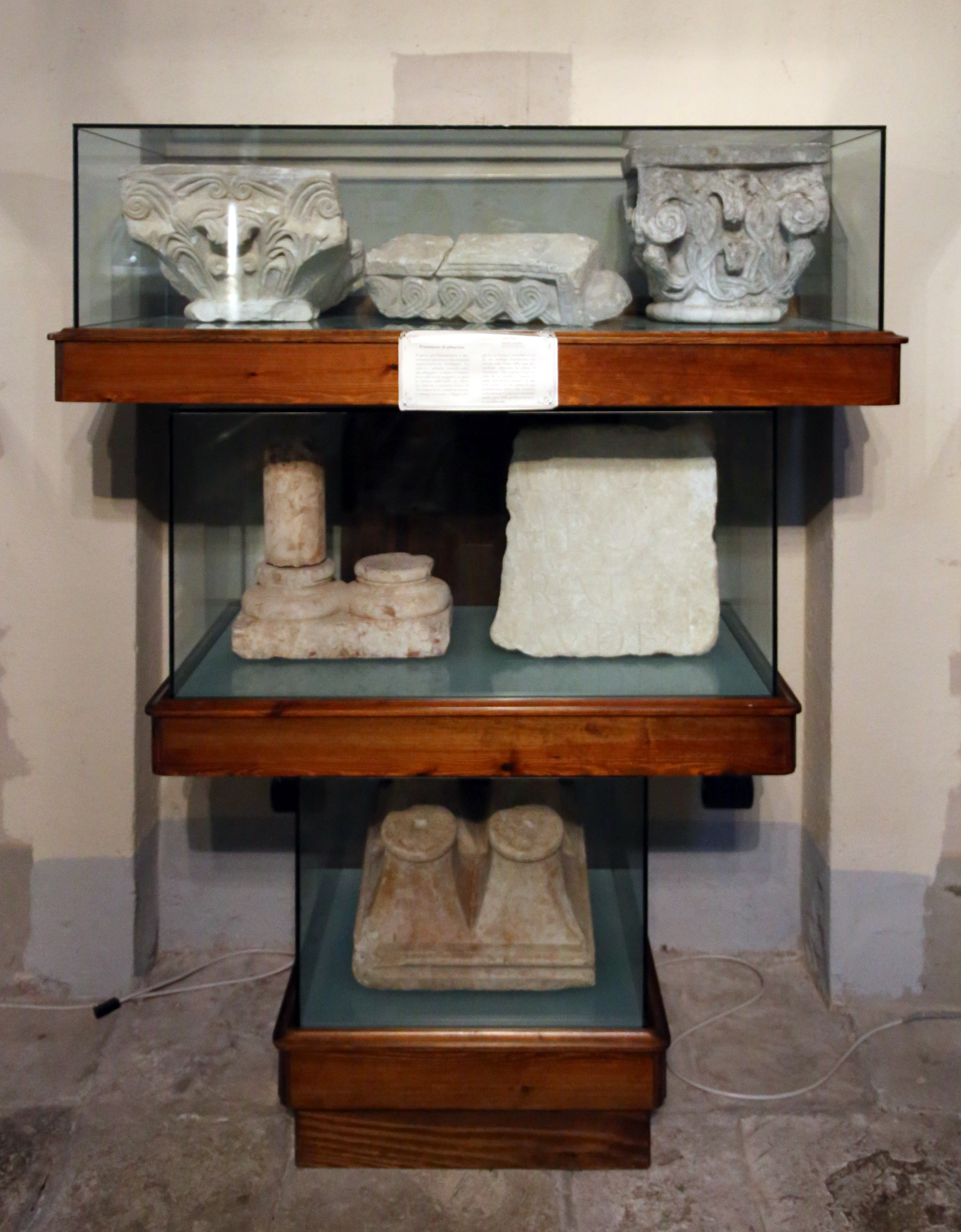
Frammenti dal primitivo edificio del 1070-1080 ca.

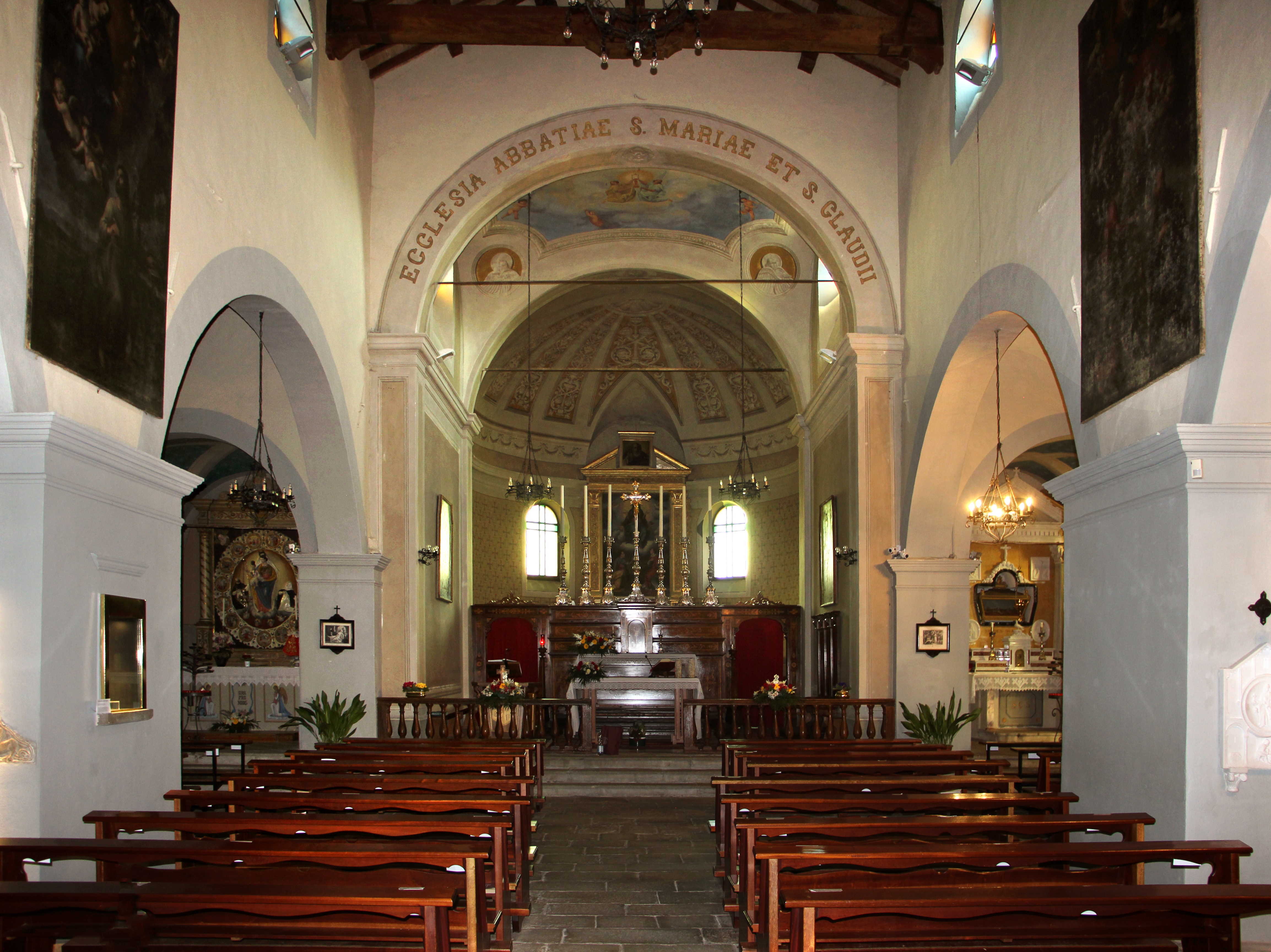
Interno

Si pensa che la prima chiesa risalga al periodo italo-bizantino dei secoli VII-X. Alla fine dell'VIII secolo c'era una piccola cappella alle dipendenze della pieve di Rubbiano; questa prima chiesetta esisteva già ai tempi di Sigifredo I, nel 930 circa e sorgeva lungo l'antica via Bibulca che attraversava il passo di San Pellegrino per poi arrivare a Lucca, lungo la via dei pellegrinaggi per l'adorazione del "Volto Santo".
Tra il 1007 e il 1052 venne annesso alla chiesa un ospizio per viandanti, e fu messa alle dipendenze del monastero di Polirone, nel mantovano.
Il 29 agosto 1071 Beatrice di Lorena, madre di Matilde di Canossa, vi fondò un monastero in memoria di suo padre Goffredo, dei suoi due mariti Bonifacio e Goffredo, per l’incolumità della figlia Matilde e in memoria della nipote Beatrice. Matilde aveva perso la figlia il 9 gennaio 1071 e si trovava ancora in Lorena presso il marito Goffredo il Gobbo. Beatrice di Lotaringia e sua figlia Matilde di Canossa dotarono l'Abbazia delle reliquie di san Claudio martire e in seguito donarono la struttura, nel 1077, alla Santa Sede. Da allora l'abbazia iniziò a dipendere solo dal papa, e ottenne la giurisdizione anche temporale su alcune zone del circondario, detta appunto terre di Badia. Papa Pasquale II aggregò nel 1107 Frassinoro a La Chaise-Dieu in Francia, probabilmente affinché i Francesi sanassero qualche conflitto interno e facessero da garanti per l'abbazia italiana di una più salda fedeltà al papato e alla sua politica riformatrice.
Dal 1210 al 1261 l'abbazia fu protagonista di diverse diatribe con il Comune di Modena per il controllo del territorio. L'abate infatti dovette rinunciare al potere temporale a favore del Comune, che andava allargando la propria zona d'influenza verso l'Appennino. Avviata a un'inesorabile decadenza, nel 1473 la comunità monastica si estinse, con la morte dell'ultimo abate regolare Leonello de' Nobili, e tutti i beni della badia e tutte le sue rendite furono oggetto di spartizione tra vescovi e cardinali (col titolo di abati commendatatri) che risiedevano altrove, mentre la manutenzione degli edifici e l'ufficiatura furono affidate a un vicario, che di fatto si disinteressò del complesso ormai remoto e desueto, condannandolo alla rovina.
Un visitatore del 1575 ricordò com il tetto stesse ormai per crollare. Per fortuna di lì a poco l'ultimo abate commendatatrio, il cardinale Alessandro Riario, fece ristrutturare la chiesa ridimensionandola, nelle forme che esistono ancora oggi. Alla morte del Riario nel 1585 papa Sisto V passò tutti i beni e le rendite dell'abbazia al Collegio dei Maroniti a Roma: da allora la chiesa venne ornata con altari e tele ancora presenti in loco.
Nel 1771 tuttavia il duca di Modena Francesco III d'Este espropriò tutto, per affidarlo all'Opera Pia Generale dei Poveri di Modena, a patto che venissero ristrutturati la chiesa, il campanile, la canonica e la sagrestia, con nuovi arredi e con un parroco che officiasse, come avvenne.
In seguito la chiesa seguì le sorti dell'Opera Pia: soppressa alla nascita del Regno d'Italia, confluì alla Congregazione di Carità di Modena, che nel 1926 decise di vendere la struttura e i fabbricati annessi alla parrocchia, dedicata alla Beata Vergine assunta, nel vicariato del Dragone della Diocesi di Modena-Nonantola.

## Descrizione

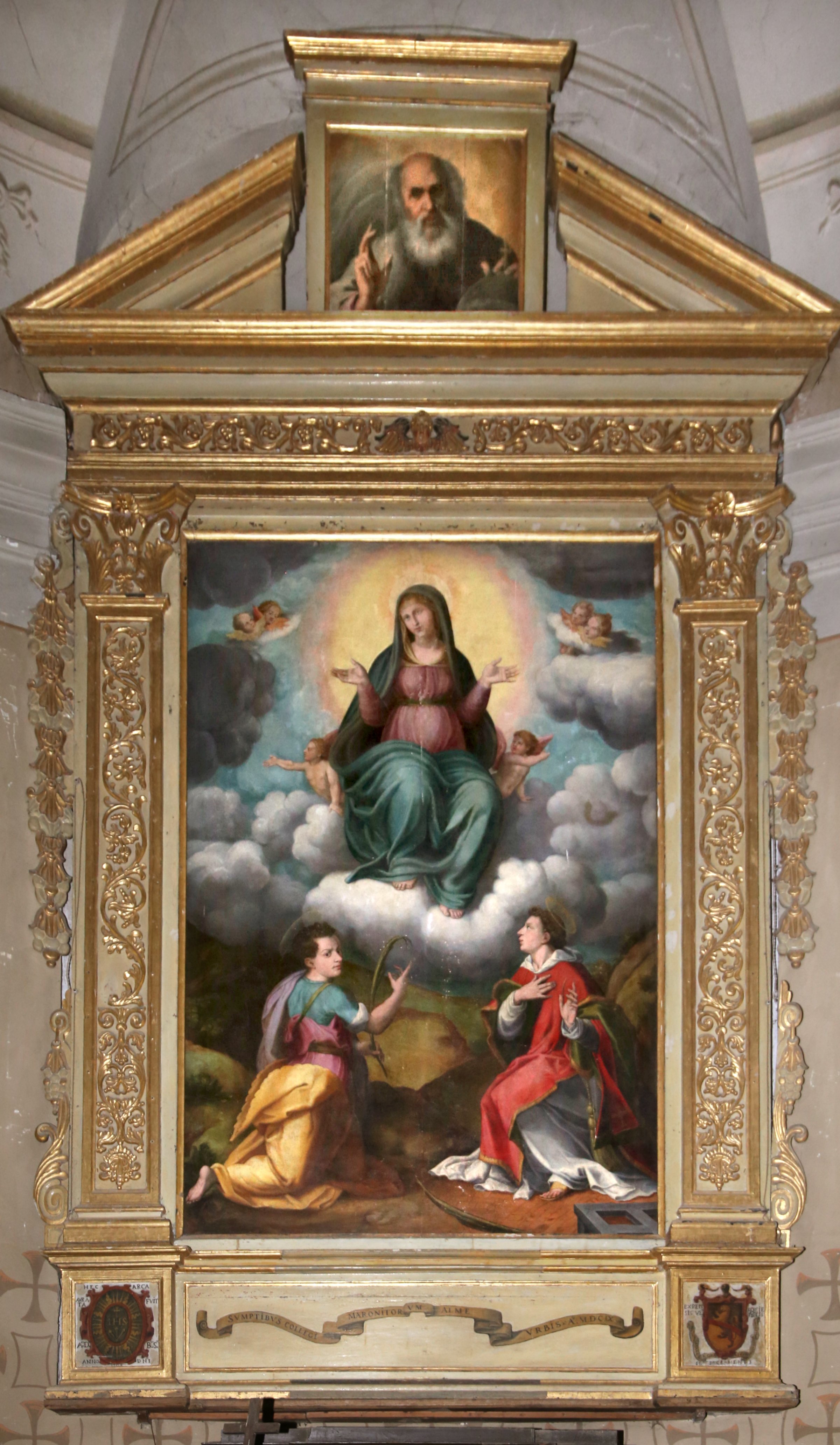
Pala di Ercole Setti

La chiesa moderna ha un aspetto basilicale a tre navate divise da pilastri rettangolari e ampie arcate, con un'abside mediana semicircolare. Il campanile, isolato, è aperto in alto da bifore con colonnine e antichi capitelli. Anche la facciata della canonica dall'altro lato della chiesa ingloba antichi frammenti.
All'interno della chiesa si trovano varie vetrine con frammenti architettonici dell'antica abbazia, rilievi e acquasantiere ricavate dai capitelli forse di un chiostro. Spicca una pisside a forma di colomba e una patena in rame dorato e smalti, forse opere limosine dell'XI secolo.
Dietro l'altare si trova un'Assunta di scuola emiliana del tardo XVI secolo.

Oreficeria dell'Abbazia di Frassinoro, Croce d'altare, Museo Civico di Modena
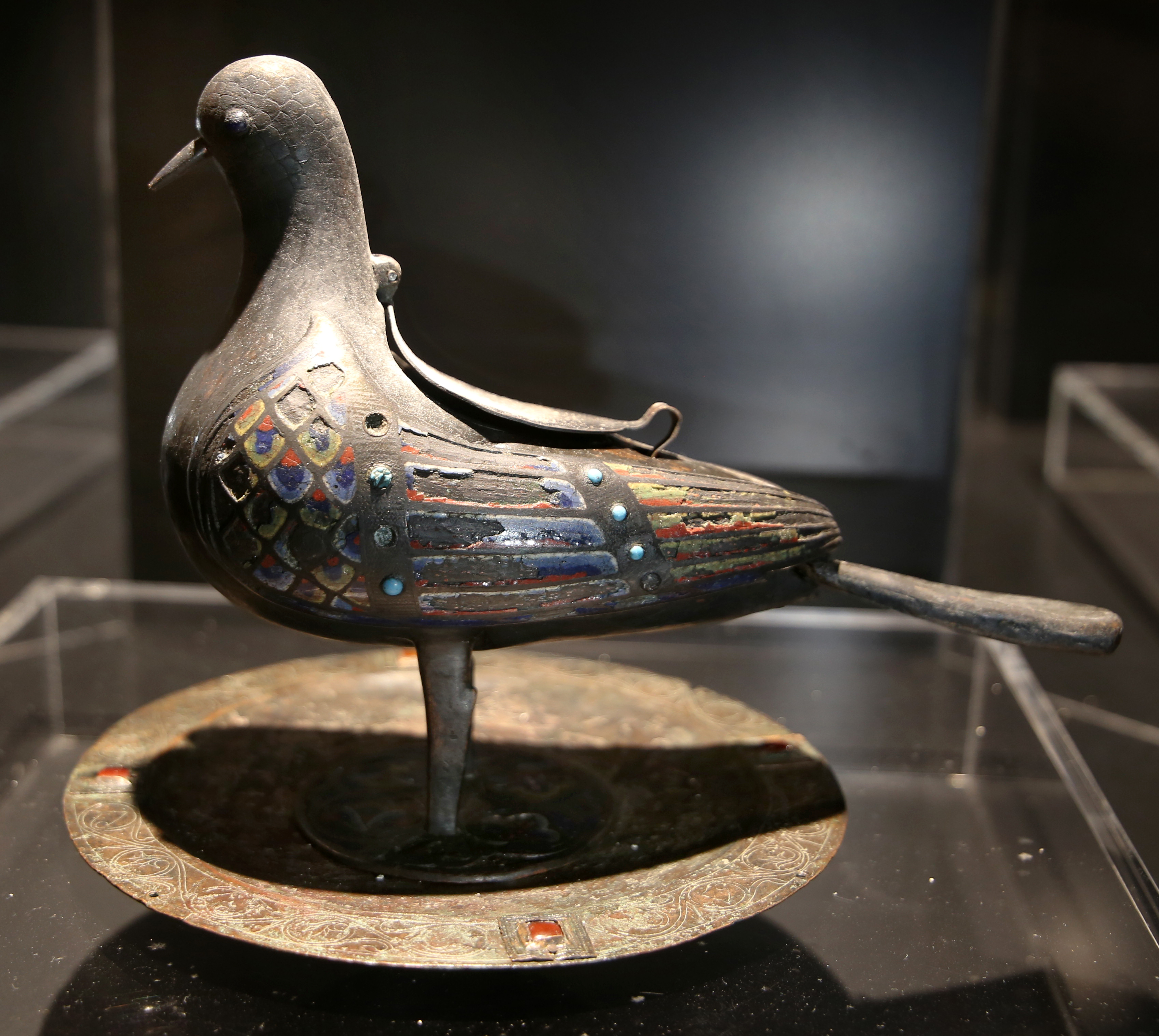
Limoges, colomba eucaristica e piattello di sospensione in rame, smalti champlevé e pasta vitrea, 1200-25 ca.